# Lisa Mandel
Lisa Mandel conocida como Lisa (Marsella, 23 de abril de 1977) es una autora francesa de historietas bande dessinée.  Cofundó con Jul Maroh, el Colectivo de creadoras de cómics contra el sexismo en 2015. En 2021, fundó la editorial Exemplaire, La maison qui édite autrement (en español: La casa que publica diferente).

## Trayectoria
Mandel ingresó en el Lycée Denis Diderot de Marsella a los 15 años, para realizar un bachillerato en Artes Aplicadas, del cual se graduó en 1995 para ingresar en la École supérieure des arts decoracións de Estrasburgo. Fue durante sus estudios que comenzó a colaborar con varias revistas de Milan Presse, como Julie y Les Clés de l'actualité junior así como con la revista Tchô! para las que produce regularmente pequeñas tiras de prensa y dibujos humorísticos.
En 2001 se graduó y creó la serie Nini Patalo en la revista Tchô! , y en la revista mensual Capsule cosmique, imaginó al personaje de d'Eddy Milveux, ambas dirigidas a público juvenil. En 2007, en el Salon du livre et de la presse jeunesse de Montreuil, Seine-Saint-Denis, la serie Nini Patalo recibió el Prix Tam-Tam en la categoría bande dessinée por su volumen 4, L'important c' est de gagner. Desde 2010, Nini Patalo está adaptada a serie de dibujos animados por el estudio de animación Je suis bien content y se emite en canales como France 3 o Canal J.
En la creación de Esthétique et filatures, Mandel colaboró con Tanxxx en el dibujo, y en 2009, los autores recibieron el Prix Artémisia de cómics femeninos, y también el Prix de la meilleure BD adaptable au cinéma et à la télévision en el Forum international cinéma et écritures de Monaco. La publicación estuvo en la selección oficial del Festival Internacional de la Historieta de Angulema en 2009.
Desde 2009, Mandel trabaja en la serie HP, publicada por L'Association, en la que explora el mundo de los hospitales psiquiátricos a través del testimonio de su madre y su suegro, enfermeros psiquiátricos durante 35 años en un gran hospital de Marsella.
Fue jurado del Festival Internacional de la Historieta de Angulema en 2014, junto a Bernard Willem Holtrop como presidente del jurado. En 2015, con Maroh, cofundó el Colectivo de creadoras de cómics contra el sexismo, un movimiento de protesta contra la marginación de las autoras. En enero de 2018, el colectivo reunió a más de 250 firmantes.
En 2016, con la socióloga Yasmine Bouagga, lanzó en la editorial Casterman, la colección Sociorama, cuyo principio es adaptar a formato de historieta, las investigaciones de los sociólogos, como: las obras de construcción, la industria de la pornografía, la tripulación de vuelo y los recolectores de la calle. La propia Mandel creó una obra dentro de la colección, La Fabrique pornographique, basada en el libro del sociólogo Mathieu Trachman, Le Travail pornographique. También produce una vez por semana la tira cómica, La Famille Mifa, en la aplicación móvil La Matinale del periódico Le Monde.
De febrero a octubre de 2016, Mandel y Bouagga siguieron la vida cotidiana de los inmigrantes en la Jungla de Calais a través de un blog, Les Nouvelles de la Jungle. En 2017, Casterman publicó el cómic Les Nouvelles de la Jungle de Calais. El libro recibió el premio Coup de Coeur 2017 del Centro nacional de la literatura para la juventud, que escribió en su reseña: "este cómic ofrece una perspectiva histórica real y una inmersión notable en la complejidad del problema. El tratamiento satírico del dibujo no impide un comentario matizado, que provoca una reflexión sobre cuestiones humanitarias, políticas y sociales complejas." El periódico Le Figaro afirmó: "Condiciones de vida deplorables, historias personales, miedo a la mafia, desmantelamiento muscular o luchas entre comunidades... Lisa Mandel y Yasmine Bouagga han decidido contar la historia de la "jungla" en clave de humor, sin voyeurismo ni miseria."  Para el crítico del periódico Télérama, las autoras firman una "esclarecedora colección de crónicas pedagógicas y humanísticas, a la vez desgarradoras y divertidas".
En 2017, Mandel y la politóloga Julie Pagis se reunieron con niños de entre 7 y 11 años en una escuela primaria para completar su blog sobre la campaña presidencial. Mandel expresa las reacciones y a veces el disgusto de estos niños de los suburbios parisinos en historietas publicadas en el diario Le Monde, con un tono bastante infantil y humorístico. A partir de este mismo año, ha viajado con frecuencia al Líbano y también ha escrito un diario de cómic, Un automne à Beyrouth.
En 2019, inició la serie de webcómic Une année exemplaire, donde intenta superar sus adicciones en un año, produciendo una página por día. Este proyecto fue financiado mediante suscripciones. La totalidad de la obra está publicada en las cuentas de Twitter, Instagram y Facebook de la artista. La obra fue nominada al Premio al Mejor Álbum del Festival Internacional de la Historieta de Angulema 2021.
Como miembro del colectivo LGBT, en su obra y activismo lucha por la normalización de la homosexualidad. En respuesta a la pauperización de los autores de cómics, Mandel lanzó en noviembre de 2020 la editorial Exemplaire, basada en la financiación participativa.

## Reconcimientos
- 2007 - Prix Tam-Tam, del salón del libro y de la prensa juvenil de Montreuil, por el cuarto álbum de Nini Patalo.
- 2009 - Premio Artemisia de la bande dessinée féminine, con Tanxxx, por Esthétique et filatures.[20]
- 2009 - Prix de la meilleure bd adaptable au cinéma et à la télévision por Esthétiques et filatures en el Foro Internacional de Cine y Escritura de Mónaco.[21]
- 2009 - Selección Oficial, Festival de Angoulême por Esthétique et filatures.
- 2011 - Nugget, Mejor Serie de Televisión, Feria del Libro y de la Prensa Juvenil de Montreuil  por la adaptación Nini Patalo.[22]
- 2012 - Selección oficial, Festival internacional de cine de animación de Annecy por un episodio de la serie de televisión Nini Patalo.[23]
- 2017 - Favorito, del Centro Nacional de Literatura Infantil (BnF) por Les Nouvelles de la Jungle de Calais, con Yasmine Bouagga

## Obra (selección)
- Nini Patalo, Glénat
  1. Où sont passés mes parents ?, 2003 ISBN 2-7234-4184-9
  2. C'est parti mon Kiki !, 2004 ISBN 2-7234-4493-7
  3. Catch, espace et poireaux, 2005 ISBN 2-7234-5042-2
  4. L'Important c'est de gagner, 2006 ISBN 978-2723454094
  5. Coucou nous revoilou !!, 2009 ISBN 978-2-7234-5901-3
- Eddy Milveux, Milan
  1. Attention, blatte magique !, 2004 ISBN 2-7459-1424-3
  2. Eddy dans tous ses états !, 2005 ISBN 2-7459-1612-2
  3. À tes souhaits, 2015 ISBN 978-2-7459-5741-2
- Le Moustique qui voulait devenir célèbre, script by Olivier Ka, Lire c'est Partir, 2003
- L'Île du professeur mémé, drawing by Julien Hippolyte, Milan, 2006 ISBN 2-7459-1883-4
- Libre comme un poney sauvage, Delcourt, 2006 ISBN 2-7560-0410-3
- Boule de neige (collective), Delcourt, 2007
- Princesse aime princesse, Gallimard, collection Bayou, 2008 ISBN 978-2-07-057298-4
- Esthétique et filatures, drawing by Tanxxx, Casterman, collection KSTR, 2008 (Official Selection, Festival d'Angoulême 2009) ISBN 978-2-203-003996
- Brune Platine, drawing by Marion Mousse, Casterman, 2013
- HP, L'Association, collection Espôlette
  1. L'Asile d'aliénés, 2009 ISBN 978-2-84414-316-7
  2. Crazy Seventies, 2013 ISBN 978-2-84414-417-1
- Vertige, drawing by Hélène Georges, Casterman, 2012 ISBN 2-203-02589-1
- Mon lapin, issue no. 5 (collective), L'Association, 2014  ISBN 9782844144980
- Comicscope of David Rault (collectifve), l'Apocalypse, 2013
- Super Rainbow, Casterman, collection Professeur Cyclope, 2015 ISBN 978-2-203-09177-1
- La Fabrique pornographique, co-scriptwriter with Mathieu Trachman, Casterman, collection Sociorama, 2016 ISBN 978-2-203-09529-8
- Je me défends du harcèlement, text by Emmanuelle Piquet, Albin Michel Jeunesse, 2016
- Les Nouvelles de la jungle de Calais, co-scriptwriter with Yasmine Bouagga, Casterman, collection Sociorama, 2017
- La Famille Mifa, Glénat, 2017
- Prézizidentielle, co-scriptwriter with Julie Pagis, Casterman, collection Sociorama, 2017 ISBN 978-2-203-14962-5
- Un automne à Beyrouth, Delcourt, collection Shampooing, 2018 ISBN 978-2-413-00897-2
- Je me défends du sexisme, text by Emmanuelle Piquet, Albin Michel Jeunesse, 2018 ISBN 978-2-226-43515-6
- Je combats ce qui m’empêche d’apprendre, text by Emmanuelle Piquet, Albin Michel Jeunesse, 2019
- Allez les filles !, text by Emmanuelle Piquet, Albin Michel Jeunesse, 2020
- Une année exemplaire, self-published, 2020 ISBN 978-2-9573148-0-5
- Se rétablir, Exemplaire
  1. Volume 1, 2022 ISBN 978-2-492926-03-7 - Official Selection of Festival d'Angoulême 2023